# 蕭宇璿
蕭宇璿（1986年7月14日—)，暱稱語縭，曾是台灣電子競技聯盟其中一隊橘子熊中的女選手，比賽項目為SF Online位置為步槍手，現任《ImTV 職業電競聯賽》S&K聯賽女主播。

## 生涯經歷
- 2011年9月16日：擔任台灣電子競技聯盟《ImTV 職業電競聯賽》首集S&K聯賽女主播
- 2011年9月30日：再次擔任台灣電子競技聯盟《ImTV 職業電競聯賽》S&K聯賽女主播

## 外部連結
- 蕭宇璿(語縭)[永久]本人親自管理的粉絲專業
- 《人物》拿著M4A1的才女－可愛女人橘子熊語縭
- 《橘子熊》我不是花瓶！不願落居人後，「猛熊」語縭的怒吼 （页面存档备份，存于）
- 《聯盟》「大家好，我是語縭！」，網路首播大驚喜，才女語縭真的要回來了！